# 南沢 (東久留米市)

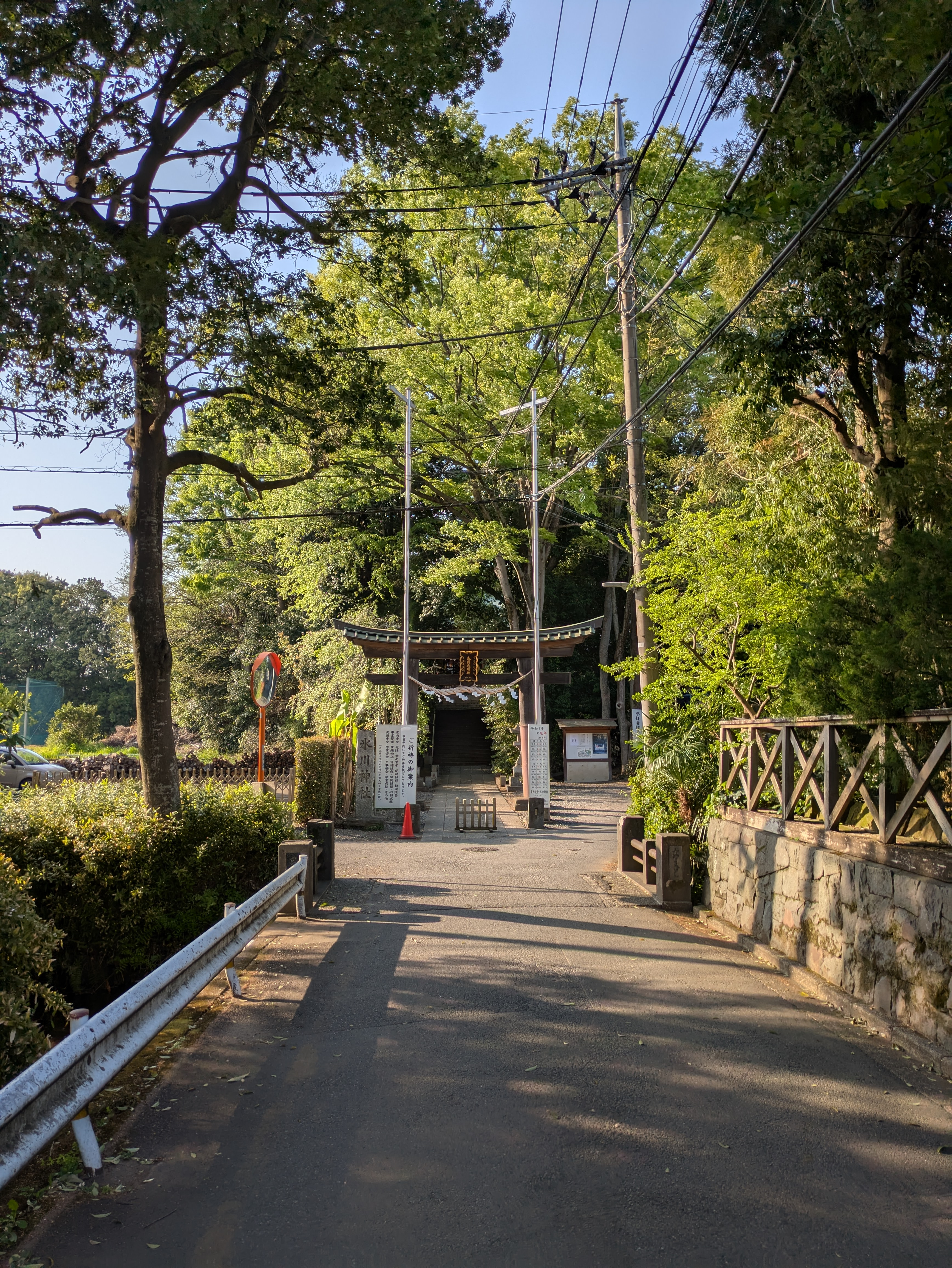
南沢 氷川神社

南沢（みなみさわ）は、東京都東久留米市の町名。

現行行政地名は南沢1丁目〜5丁目。
郵便番号は203-0023。

## 地理
西東京市との市境付近にある。
東から時計回りに、東久留米市学園町、東久留米市ひばりが丘団地、西東京市ひばりが丘、東久留米市南町、東久留米市中央町、東久留米市本町、に隣接する。

### 河川
- 落合川

東京都で唯一平成の名水百選に選ばれた落合川と南沢湧水群がある。

## 小・中学校の学区
市立小・中学校に通う場合、学区は以下の通りとなる。

2025年4月現在
| 丁目   | 番地     | 小学校     | 変更承認区域 |
| ------ | -------- | ---------- | ------------ |
| 一丁目 | 1～7番   | 第五小学校 | 第二小学校   |
| 一丁目 | 8〜      | 第五小学校 |              |
| 二丁目 | 全域     | 第五小学校 |              |
| 三丁目 | 1〜10番  | 第三小学校 |              |
| 三丁目 | 11〜18番 | 第五小学校 |              |
| 四丁目 | 全域     | 第五小学校 |              |
| 五丁目 | 全域     | 第五小学校 |              |

| 丁目   | 番地     | 中学校   | 変更承認区域 |
| ------ | -------- | -------- | ------------ |
| 一丁目 | 全域     | 南中学校 |              |
| 二丁目 | 全域     | 南中学校 |              |
| 三丁目 | 1〜10番  | 南中学校 |              |
| 三丁目 | 11〜18番 | 南中学校 |              |
| 四丁目 | 全域     | 南中学校 |              |
| 五丁目 | 全域     | 南中学校 |              |

## 交通

### 鉄道
鉄道空白地帯となる。
下記の駅がバス利用等での主な利用圏内となる。
| バス移動で利用可能な駅 |
| --- |
| 西武池袋線 - ひばりヶ丘駅(SI 13) - 東久留米駅(SI 14) 西武新宿線 - 田無駅(SS 17) JR中央線 西武多摩川線 - 武蔵境駅(JC 13)(SW 01) |

### バス
- 西武バス滝山営業所

…が周辺の路線を運行している。
町内に南沢、南沢4丁目、南沢5丁目、イオンモール東久留米バス停がある。

### 道路
- 東京都道・埼玉県道4号東京所沢線  - （青梅街道・所沢街道・新所沢街道）
- 南沢通り
- 五小通り
- 笠松坂通り

## 施設

### 南沢三丁目
- 南沢緑地保全地域[9]
- 氷川神社

### 南沢四丁目
- 東久留米市立第五小学校

### 南沢五丁目
- イオンモール東久留米[10]